# Gens Acilia

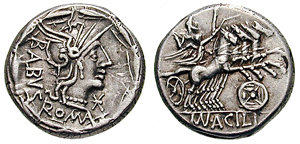
El denario de Manio Acilio Balbo, emitido en 125 a. C., es una moneda romana de plata que presenta características distintivas en su anverso se encuentra la inscripción "BA(L)BVS", que se refiere a Balbo. Además, está representada la cabeza de Palas (la diosa de la sabiduría y la guerra), acompañada por el número "X" delante de ella y la palabra "Roma" debajo. Todo esto está enmarcado dentro de una guirnalda de laurel, símbolo de victoria y honor.El reverso muestra la inscripción "MV. Acili", que hace referencia a Manio Acilio Balbo. En esta cara de la moneda, se representa a Júpiter, el dios principal del panteón romano, junto a la figura de la Victoria en una cuadriga (carro tirado por caballos), lo que simboliza el triunfo y la gloria.

La gens Acilia fue una familia romana, o gens, que floreció desde mediados del siglo III a. C. hasta al menos el siglo V, un período de setecientos años. Fue probablemente de origen plebeyo, y las primeras dos stirpes parecen ser decididamente plebeyas. El primer miembro de la gens que logró destacar fue Gayo Acilio Glabrión, quien fue cuestor en 203 a. C. y tribuno de la plebe en 197 a. C.

## Praenominausados por la familia
Los Acilios solían usar como praenomina Manio (Manius en latín), que usaron más que cualquier otro. También usaron los praenomina de Gayo (lat. Gaius), Lucio (lat. Lucius), Cesón (lat. Caeso) y Marco (lat. Marcus).

## Ramas y cognomina de la familia
Las tres ramas principales de los Acilios llevaron los cognomina de Aviola, Balbo (Balbus) y Glabrión (Glabrio). Los Glabriones fueron la primera familia que apareció en la historia, y acabaron siendo la más larga. Tanto ellos como los Balbo eran plebeyos con seguridad, pues muchos desempeñaron el cargo de tribuno de la plebe. En el año 1888 se encontró en Roma una tumba de los Acilios Glabriones. Los Glabriones también tuvieron un jardín, el Horti Aciliorum, en el monte Pincio en el siglo II.

## Miembros de la familia
- Gayo Acilio Glabrión, cuestor en 203 y tribunus plebis en 197 a. C.
- Manio Acilio C. f. L. n. Glabrión, cónsul en 191 a. C.
- Manio Acilio M'. f. C. n. Glabrión, cónsul suffectus en 154 a. C.
- Manio Acilio M'. f. Glabrión (siglo II a. C.), tribunus plebis, y autor de la lex Acilia de Repetundis.[2][3]
- Manio Acilio M'. f. M'. n. Glabrión, cónsul en 67 a. C.
- Manio Acilio M'. f. M'. n. Glabrión (n. 81 a. C.), teniente de César.
- Manio Acilio Glabrión, cónsul en el año 91, ejecutado por Domiciano.
- Anicio Acilio Glabrión Fausto, cónsul suffectus en el año 438.
- Manio Acilio L. f. K. n. Balbo, cónsul en 150 a. C.
- Manio Acilio M. f. L. n. Balbo, cónsul en 114 a. C.
- Manio Acilio Aviola, cónsul suffectus en 33 a. C.
- Acilio Aviola, legado en la Galia Lugdunense bajo Tiberio en el año 21.
- Acilio Lucano, un destacado abogado en Corduba en la Bética.[4]
- Acilia Lucana, esposa de Marco Aneo Mela, y madre del poeta Marco Aneo Lucano.[4]
- Manio Acilio Aviola, cónsul en el 54.[1]
- Manio Acilio Rufo, cónsul suffectus ex Kal. Jul. en el año 102.[1]
- Acilio Severo, cónsul en el año 323.[1]